# Tetovo (kommun)
Tetovo (makedonska: Тетово) är en kommun i Nordmakedonien. Den ligger i den nordvästra delen av landet, 40 km väster om huvudstaden Skopje. Antalet invånare är 86 580. Arean är 262 kvadratkilometer.
Följande samhällen finns i kommunen Tetovo:
- Tetovo
- Pirok
- Džepčište
- Dobrošte
- Golema Rečica
- Šipkovica
- Poroj
- Selce
- Saračino
- Fališe